# Gallinula nesiotis
Gallinula nesiotis е вид изчезнал вид птица от семейство Rallidae.

## Разпространение
Видът е разпространен в Света Елена, Възнесение, Тристан да Куня.